# Léo de Almeida Neves
 Léo de Almeida Neves  (Ponta Grossa, 22 de março de 1932 — São Paulo, 2 de novembro de 2020) foi um economista, advogado e político brasileiro. Foi deputado estadual pelo Paraná de 1959 à 1967 e também foi deputado federal de 1967 a 1968, quando teve o mandato cassado em função do Ato Institucional n.º 5. Regressou à política após a anistia de 1979, conquistando uma suplência na Câmara de Deputados em 1982. 

## Morte
Morreu em São Paulo, no dia 2 de novembro de 2020, aos 88 anos. Ele estava internado com problemas intestinais no Hospital Albert Einstein.